# Suédois obligatoire en Finlande
 (mars 2024).
Si vous disposez d'ouvrages ou d'articles de référence ou si vous connaissez des sites web de qualité traitant du thème abordé ici, merci de compléter l'article en donnant les références utiles à sa vérifiabilité et en les liant à la section « Notes et références ».
Dans l'enseignement primaire et secondaire Finlandais, il est obligatoire pour chaque élève d'apprendre au moins deux langues vivantes, dont l'une des deux langues officielles du pays, le finnois ou le suédois. La majorité des enfants étant finnophones natifs, cela se traduit pour eux par l'obligation d'apprendre le suédois à l'école ou pakkoruotsi en finnois.

## Contexte

Logo d'une campagne contre l'enseignement obligatoire du suédois en Finlande.

Le suédois est l'une des deux langues officielles en Finlande, où il est la langue maternelle de 5,1 % de la population, sans compter les îles Åland, où le suédois est la première langue selon les traités internationaux et les lois finlandaises.
Le statut du suédois comme langue officielle en Finlande est protégé par la constitution et dans le cas de la région autonome des îles Åland par des traités internationaux.

## Historique

### Avant l'indépendance
La Finlande a été une possession du royaume de Suède du XIIe siècle à 1809, date à laquelle elle est devenue un grand-duché de Russie. Il en a résulté la présence de nombreux locuteurs du suédois en Finlande, et son usage généralisé par les élites locales, notamment à partir de la réforme protestante, qui a vu disparaître l'emploi du latin au profit de l'utilisation des langues vernaculaires. Après 1809, le passage à la domination russe n'a que peu changé la situation linguistique, et le suédois est resté la principale langue d'instruction pendant la première moitié du XIXe siècle.
Cependant, à mesure de la massification de l'enseignement et de la montée du sentiment national finlandais, le finnois est devenu rapidement plus utilisé, et deux tiers des établissements secondaires l'utilisaient à la veille de l'indépendance.

### Les premières années de l'indépendance
Après l'indépendance en 1917, et l'instauration de l'enseignement obligatoire et gratuit, le système éducatif finlandais a été divisé en section finnophones et sections suédophones.
Le suédois a continué de perdre du terrain dans l'enseignement primaire, au point de n'être utilisé à la fin des années 1930 que dans moins de 20% des écoles. 
À cette époque, aucune loi ne disposait l'obligation d'enseigner une deuxième langue dans les établissements primaires, situation à contraster avec l'enseignement secondaire, où l'enseignement des deux langues nationales était obligatoire pendant l'intégralité des huit années du cursus, et ce malgré des tentatives de certains nationalistes pour réduire la place du suédois.

### Les réformes des années 1970
Dans les années 1970, dans le cadre de réformes profondes du système éducatif, l'enseignement obligatoire de la deuxième langue nationale a été introduit également au niveau du primaire.  

## Situation actuelle
Dans la terminologie gouvernementale « l'autre langue domestique » est le terme utilisé pour pakkoruotsi, comme le finnois est l'autre langue domestique pour des élèves ayant le suédois en tant que langue maternelle. 
Les services administratifs sont disponibles depuis le XIXe siècle dans les deux langues du pays. Les fonctionnaires finlandais doivent donc être compétents en finnois et en suédois. 
Pakkoruotsi est un terme employé en particulier par les élèves parlant le finnois, pour désigner le suédois étudié dans les écoles de Finlande. Le terme signifie littéralement « le suédois obligatoire », ou « forcé ». Parallèlement, les élèves suédophones de Finlande étudient le finnois à l'école, désigné tvångsfinska, « le finnois forcé ».
Dans le cycle secondaire, tous les élèves apprennent au moins deux langues, dont l'une est l'autre langue domestique (suédois ou finnois). Les finnophones étudient le suédois, et vice versa. Pratiquement tous les étudiants prennent l'anglais comme langue forcée ou facultative ; 44 % choisissent l'allemand et 21 % le français.

### Impopularité
Au cours des dernières années, le statut du suédois en Finlande a été utilisé par les Finlandais pour critiquer le gouvernement suédois. Puisque la Suède a été lente à mettre en application les droits des minorités selon les accords internationaux — et notamment les droits des finnophones résidant dans ce pays —, le gouvernement finlandais a tenté d'exercer une pression diplomatique sur son voisin, cependant sans réel progrès. Cette question est toujours abordée dans les relations bilatérales. Les ambitions limitées de la Suède sur le problème des minorités sont perçues par les opposants au pakkoruotsi comme un argument valable pour défendre leur cause.
En 2015, une initiative populaire pour mettre fin à ces enseignements a été examinée par le parlement finlandais